# RP-1
| LOX/querosè                        | LOX/querosè |
| ---------------------------------- | ----------- |
| Isp màx.                           | ~353        |
| Ràtio oxidant-combustible          | 2,56        |
| Densitat (g/ml)                    | 0,81–1,02   |
| Coeficient de dilatació adiabàtica | 1,24        |
| Temperatura de combustió           | 3.670 K     |

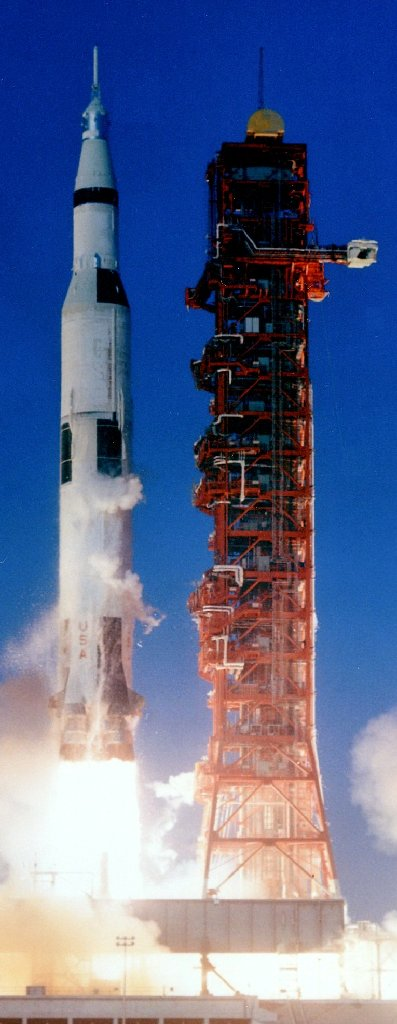
Apollo 8, Saturn V: 810.700 L RP-1, 1.311.100 L LOX

L'RP-1 (de l'anglès Rocket Propellant-1, "Propel·lent de Coets-1"; o alternativament Refined Petroleum-1, "Petroli Refinat-1") és una forma molt refinada de querosè amb un aspecte similar al combustible de jet, que s'utilitza com a combustible de coets. Tot i que té un impuls específic inferior al de l'hidrogen líquid (LH₂), l'RP-1 és més barat, es pot emmagatzemar a temperatura ambient, representa un risc d'explosió molt menor i és molt més dens. En termes de volum, l'RP-1 és molt més potent que l'LH₂ i la combinació LOX/RP-1 té una densitat d'Isp molt superior a la del LOX/LH2. L'RP-1 només té una part dels efectes tòxics i carcinogènics de la hidrazina, un altre combustible líquid a temperatura ambient. Així doncs, els combustibles a base de querosè són més pràctics per moltes aplicacions.